# Casimiro González García-Valladolid
Casimiro González García-Valladolid (Valladolid, 1855 - Valladolid, 30 de enero de 1928) fue un historiador español, cronista de su ciudad natal.

## Biografía
Su formación secundaria y universitaria se vio muy posiblemente influida por la docencia de José Muro. Se licenció en Derecho en la Universidad de Valladolid en 1877, pero comienza a interesarse por la historia y publica su primera obra sobre la historia de Valladolid en 1890. 
Formó parte de la Real Academia de Bellas Artes de la Purísima Concepción y de la Real Academia de la Historia de Valladolid. Su aproximación a la historia es de aficionado, por lo que no abandona la profesión jurídica para su sustento (hacia 1912 figuraba como juez de paz de la ciudad). Por ello, sus obras tienen un carácter sintetizador y divulgador, no así investigador.
Ideológicamente próximo al regeneracionismo y el catolicismo conservador, a partir de 1907 fue asiduo colaborador del Diario Regional, afín a estas posiciones ideológicas.
Falleció en 1928, una calle del centro de Valladolid lleva su nombre.

## Obras
- Estudio sobre la mujer.
- Efemérides españolas.
- Guía del tutor, del protutor y del consejo de familia.
- Novena a la Santísima Virgen de la Peña de Francia, precedida de reseña histórica.
- Flores del alma (1893).
- Memoria acerca de las Cortes y de los Concilios celebrados en Valladolid (1890).
- Datos para la historia biográfica de la M. L. M. N. H. y Excma. ciudad de Valladolid (1893-1894).
- Reseña histórica de la milagrosa imagen de María Santísima de San Lorenzo, patrona de la M. L. M. N. H. y Excma. ciudad de Valladolid (1899).
- Valladolid, sus recuerdos y grandezas (1900-1902).
- Guía oficial de Valladolid para el año 1907 (1906).
- Almanaque religioso de Valladolid para el año 1910 (1909).
- Crónicas vallisoletanas (1914).
- Una estatua enterrada, junto a Juan Agapito y Revilla en el Boletín de la Sociedad Castellana de Excursiones (octubre de 1914).
- Casa de Beneficencia de Valladolid. Primer centenario de su fundación, en Diario Regional (18 de julio de 1918).
- Conmemoración de un centenario vallisoletano, sobre Matías Sangrador, en Diario Regional (24 de febrero de 1919).
- El convento de las Siervas de Jesús, en Diario Regional (12 de febrero de 1921).
- Compendio histórico-descriptivo y guía general de Valladolid (1922).
- Fundación auténtica del Hospital de dementes de Valladolid, en Diario Regional (23 de julio de 1922).